# Шафіаабад
Шафіаабад (перс. شفيع اباد) — село в Ірані, у дегестані Шуиїл, у бахші Рахімабад, шагрестані Рудсар остану Ґілян. За даними перепису 2006 року, його населення становило 99 осіб, що проживали у складі 36 сімей.

## Клімат
Середня річна температура становить 8,43°C, середня максимальна – 24,18°C, а середня мінімальна – -8,49°C. Середня річна кількість опадів – 346 мм.
| Клімат поселення                              | Клімат поселення | Клімат поселення | Клімат поселення | Клімат поселення | Клімат поселення | Клімат поселення | Клімат поселення | Клімат поселення | Клімат поселення | Клімат поселення | Клімат поселення | Клімат поселення | Клімат поселення |
| Показник                                      | Січ.             | Лют.             | Бер.             | Квіт.            | Трав.            | Черв.            | Лип.             | Серп.            | Вер.             | Жовт.            | Лист.            | Груд.            |                  |
| Середній максимум, °C                         | 1,89             | 2,94             | 5,31             | 12,14            | 17,46            | 21,57            | 24,18            | 24,05            | 20,25            | 15,99            | 10,32            | 4,95             |                  |
| Середня температура, °C                       | −3,3             | −2,25            | 0,12             | 6,95             | 12,26            | 16,38            | 19,40            | 19,27            | 15,48            | 11,22            | 5,53             | 0,16             |                  |
| Середній мінімум, °C                          | −8,49            | −7,44            | −5,07            | 1,76             | 7,08             | 11,18            | 14,61            | 14,47            | 10,68            | 6,42             | 0,74             | −4,62            |                  |
| Норма опадів, мм                              | 32               | 36               | 59               | 46               | 40               | 12               | 10               | 7                | 9                | 27               | 32               | 36               |                  |
| Середньомісячна швидкість вітру, м/с          | 1.97             | 2.50             | 2.68             | 2.94             | 2.30             | 2.13             | 1.99             | 1.84             | 1.75             | 1.83             | 2.25             | 2.00             |                  |
| Середньомісячна сонячна радіація, кДж/м²·день | 7973             | 10360            | 12809            | 16899            | 20719            | 23777            | 23636            | 21092            | 17767            | 12931            | 9550             | 7642             |                  |
| --------------------------------------------- | ---------------- | ---------------- | ---------------- | ---------------- | ---------------- | ---------------- | ---------------- | ---------------- | ---------------- | ---------------- | ---------------- | ---------------- | ---------------- |
| Джерело:                                      |                  |                  |                  |                  |                  |                  |                  |                  |                  |                  |                  |                  |                  |